# Жвавый, Николай Фёдорович
Никола́й Фёдорович Жва́вый (3 марта 1938, станица Старощербиновская, Краснодарский край — 14 декабря 2012, Тюмень) — доктор медицинских наук, профессор, ректор и создатель материально-технической базы Тюменской государственной медицинской академии (1977—1998), организатор медицинского образования в Тюменской области.

## Биография
Родился 3 марта 1938 года в казачьей станице Старощербиновской Краснодарского края в многодетной семье. Его отец погиб на фронте в 1941 году. В седьмом классе Николай сильно заболел и решил стать врачом. Он много читал и отлично учился.  В 1955 году закончив Старощербиновскую среднюю школу № 1, он убедил мать отправить его в Омский медицинский институт.  Мать продала корову и выполнила просьбу сына-книгочея.
Жвавый намеревался стать хирургом. Но увлекся трудами великого Пирогова и занялся анатомией, создав в этой области собственную научную анатомо-антропологическую школу.
В 1961 году окончил Омский медицинский институт и сразу был принят в аспирантуру, на кафедру нормальной анатомии. В 1964 году защитил кандидатскую диссертацию. С 1964 по 1968 год работал ассистентом кафедры нормальной анатомии Омского мединститута, с 1968 года — доцентом, с 1976 года — профессором кафедры.
В 1976 году Николаю Жвавому присуждена ученая степень доктора медицинских наук. В 1978 году присвоено ученое звание профессора кафедры нормальной анатомии.
В 1977 году Николай Фёдорович назначен ректором Тюменского медицинского института. Под его руководством институт стал одним из лучших в Советском Союзе. Были сформирован высокопрофессиональный академический коллектив, создана учебная база, открыты новые факультеты и кафедры, построены три общежития для студентов, чтобы обеспечить медицинскими кадрами развитие нефтегазового комплекса Тюменской области.
В тяжелейшие 1990-е годы он смог добиться окончания строительства нового 8-этажного здания института, завершив тем самым формирование его материально-технической базы.
С 1998 года заведовал кафедрой нормальной анатомии Тюменской медицинской академии. Тогда же он перенёс тяжёлую операцию, после которой остаток жизни дышал одним лёгким. «Остаток жизни своей, дарованной мне Богом, я намерен (и обязуюсь) посвятить добрым делам во имя близких людей и всех тех, кто нуждается в моей помощи. Пока будут позволять мне силы, физические и духовные, я буду служить людям, всемерно употребляя себя во благо людей»,  — записал он в своём дневнике.

Н.Ф. Жвавый умер 14 декабря 2012 года. Прощание состоялось 17 декабря в Свято-Троицком мужском монастыре. Профессор был похоронен в Тюмени на Червишевском кладбище-2.

## Организатор образования
Николай Федорович Жвавый разработал собственную концепцию непрерывного медицинского образования, концептуальные положения на темы высшего профессионального образования. При его поддержке и помощи коллектива Тюменского государственного медицинского института создавались медицинские лицеи и колледжи в Ноябрьске, Новом Уренгое, Мегионе, Ялуторовске, Ханты-Мансийске.
В 1993 году по его инициативе в Тюменской области был утвержден региональный комплекс непрерывного медицинского образования. При Тюменском государственном медицинском институте открыт медицинский лицей, ставший впоследствии самостоятельным — Лицеем № 93 города Тюмени.
В числе первых вузов страны Тюменский мединститут начал подготовку врачей общей практики и медицинских сестер с высшим образованием. С 1995 года академия принимала участие в реализации международного канадско-российского образовательного проекта «HELP» в области здравоохранения.

Совместно с канадским колледжем имени Грэнта Макьюэна (Grant MacEwan United World College) начата подготовка бакалавров по управлению социальными службами.
«Николай Федорович Жвавый — руководитель, организатор, педагог, ученый, общественный деятель и просветитель. Все новации ему приходилось внедрять в тяжелейших условиях дефицита материально-технической базы и нехватки кадров высшей квалификации, отсутствия научных школ. По сути, вуз пришлось воссоздавать с нуля. Был один факультет, а он открыл несколько, грамотно строил кадровую политику. Для вуза требовался определенный процент докторов медицинских наук — и эта задача успешно решена. Его энтузиазм позволил возвести сразу несколько корпусов и общежитий, в том числе главный корпус, который строился в период разрухи 1990-х. Под руководством ректора Жвавого мы открыли филиал института в Югре, а ямальскую территорию из-за отдаленности стали курировать. Под его руководством создана сеть лицейских классов по всей Тюменской области, на севере в том числе, и для коренных народностей, и для детей, чьи семьи работали там. Это поднимало престиж вуза, расширялись диапазоны». Э. А. Кашуба, доктор медицинских наук

## Общественная деятельность
Николай Федорович Жвавый являлся одним из инициаторов создания Фонда возрождения православных традиций в медицине и руководителем организации «Добровольцы милосердия». Он часто говорил, что искусство, вера и медицина неразделимы.
Он был одним из попечителей благотворительного фонда «Духовность и здоровье», построившего в Тюмени Храм иконе Божией Матери «Целительница».

Николай Фёдорович мечтал построить в парке рядом с институтом церковь во имя св. Пантелеймона, однако эта идея не была реализована. На выбранном месте Архиепископ Тобольский и Тюменский Димитрий освятил место, где воздвигнуты православный крест и мемориальный камень. Начать строительство предполагалось еще весной 2002 года, однако идея так и не реализована.
«Я узнал, что это человек громадной боли. Он отдавал людям то, что знал и умел... И он создал свою академию. Это его детище. Мечта, миссия — давать здоровье людям. Его жизнь — это поразительная история. Это «ломоносовское» явление. Родом из безграмотной, бедной казачьей семьи, он проделал такой удивительный путь…» Антон Шароев, руководитель оркестра «Камерата Сибири».

## Научная деятельность
Сформированные при Жвавом в Тюменском медицинском институте научные школы получили широкое признание в Советском Союзе и за рубежом. Николай Фёдорович совмещал ректорскую работу и научное руководство, подготовив трех докторов и десять кандидатов наук.
Перу Жвавого принадлежит более 200 научных работ и 6 монографий.

### Избранные труды
- Жвавый Н. Ф. Морфологические закономерности развития соединительнотканных образований средостения : Автореф. дис. … д-ра мед. наук. — М., 1974. — 31 с.
- Жвавый, Н.Ф. «Эстафета творчества» — летопись Тюменского медицинского института с момента основания до 35-летия[6].
- Жвавый, Н.Ф. «Сердцем и умом. Мозаика жизни и поиск пути к Богу»[5].

## Награды и признание
- медаль «За освоение недр Западной Сибири» (1985)
- орден Дружбы народов (1986)
- орден Почёта (1997)[9]
- медаль «За заслуги перед отечественным здравоохранением» (2003)
- почётная грамота Губернатора Тюменской области (2008)[10] — за большой вклад в организацию и становление высшего медицинского образования Тюменской области и в связи с 70-летием со дня рождения
- международная персональная награда «Эртсмейкер» — «Человек, определяющий лицо планеты» (1997) — в номинации «За мудрость и гибкость политики управления».

В 2016 году в Тюмени парку возле Тюменского медицинского университета по инициативе администрации вуза было присвоено имя Николая Жвавого.
В марте 2018 года в память о 80-летии Н. Ф. Жвавого Тюменский государственный медицинский университет провёл межрегиональную научно-практическую конференцию «Анатомо-антропологические подходы к оценке индивидуальной изменчивости жителей Тюменской области».

## Семья
Жена — Вероника Германовна Жвавая, преподаватель анатомии.
Дети:
- Пётр (род. 13.2.1961) — кандидат медицинских наук, директор Тюменского медицинского колледжа[8];
- Павел — кандидат медицинских наук, главный врач поликлиники[11].

Продолжателем семейной врачебной традиции стал внук Николая Фёдоровича — Семён.